# Trichillurges simplex
Trichillurges simplex là một loài bọ cánh cứng trong họ Cerambycidae.